# فرودگاه بین‌المللی ایکستاپا-سیواتانخو
فرودگاه بین‌المللی ایکستاپا-سیواتانخو (به انگلیسی: Ixtapa-Zihuatanejo International Airport) یک فرودگاه همگانی مسافربری با کد یاتا ZIH است که یک باند فرود آسفالت دارد و طول باند آن ۲۵۰۰ متر است. این فرودگاه در کشور مکزیک قرار دارد و در ارتفاع ۸ متری از سطح دریا واقع شده‌است.

## شرکت‌های هواپیمایی و مقصدهای پروازی

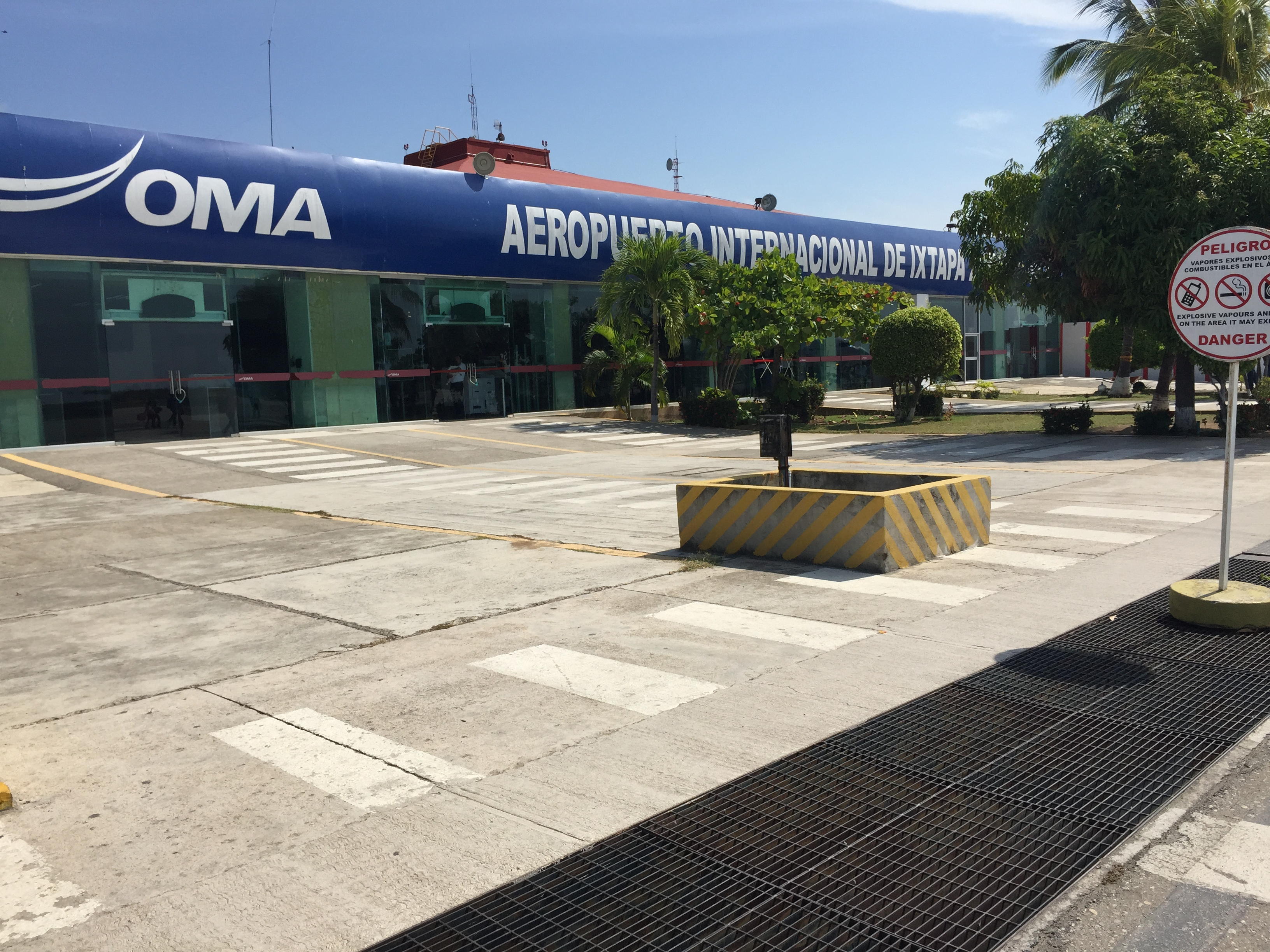
فضای بیرونی فرودگاه.

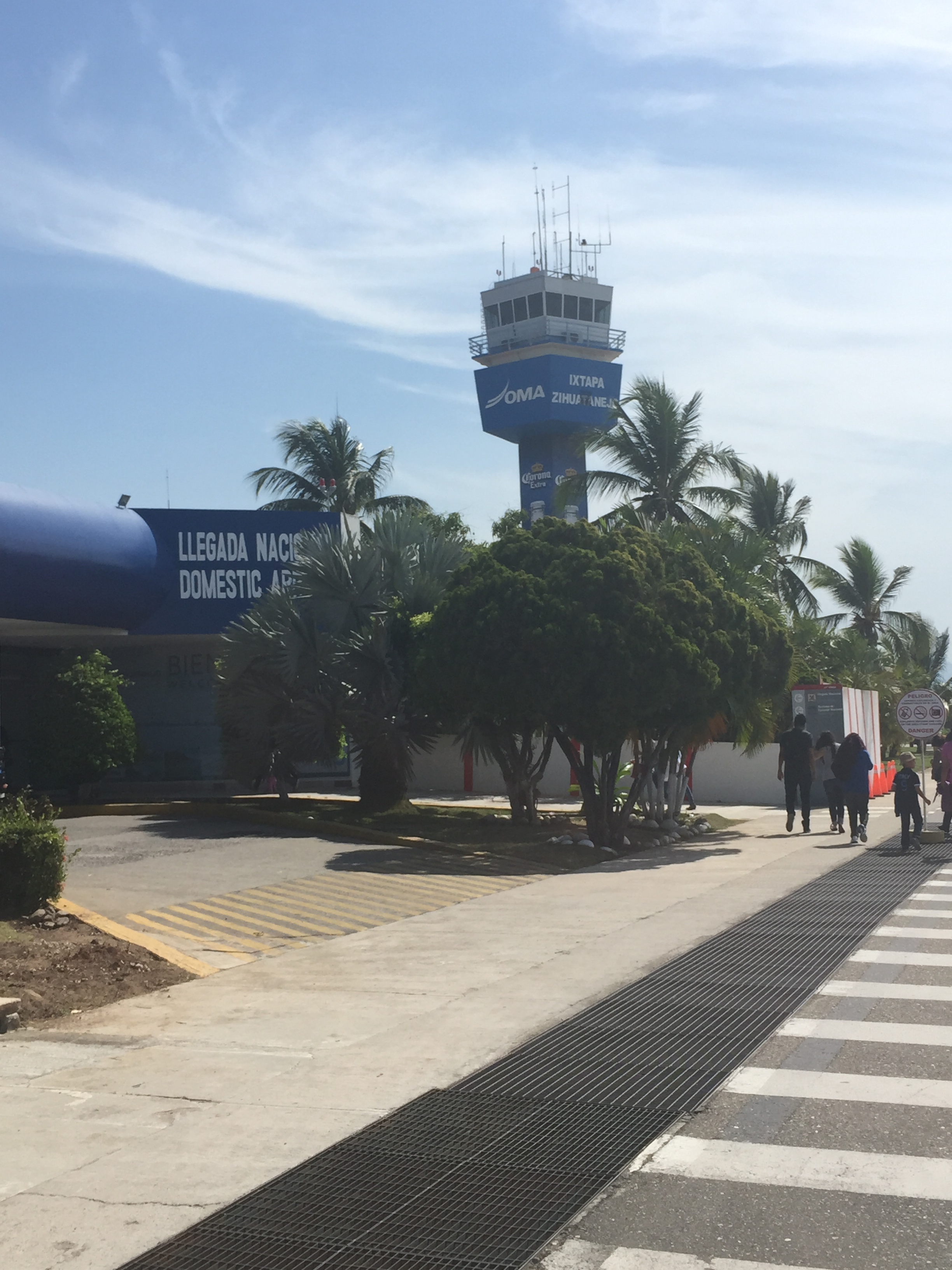
برج مراقبت فرودگاه.

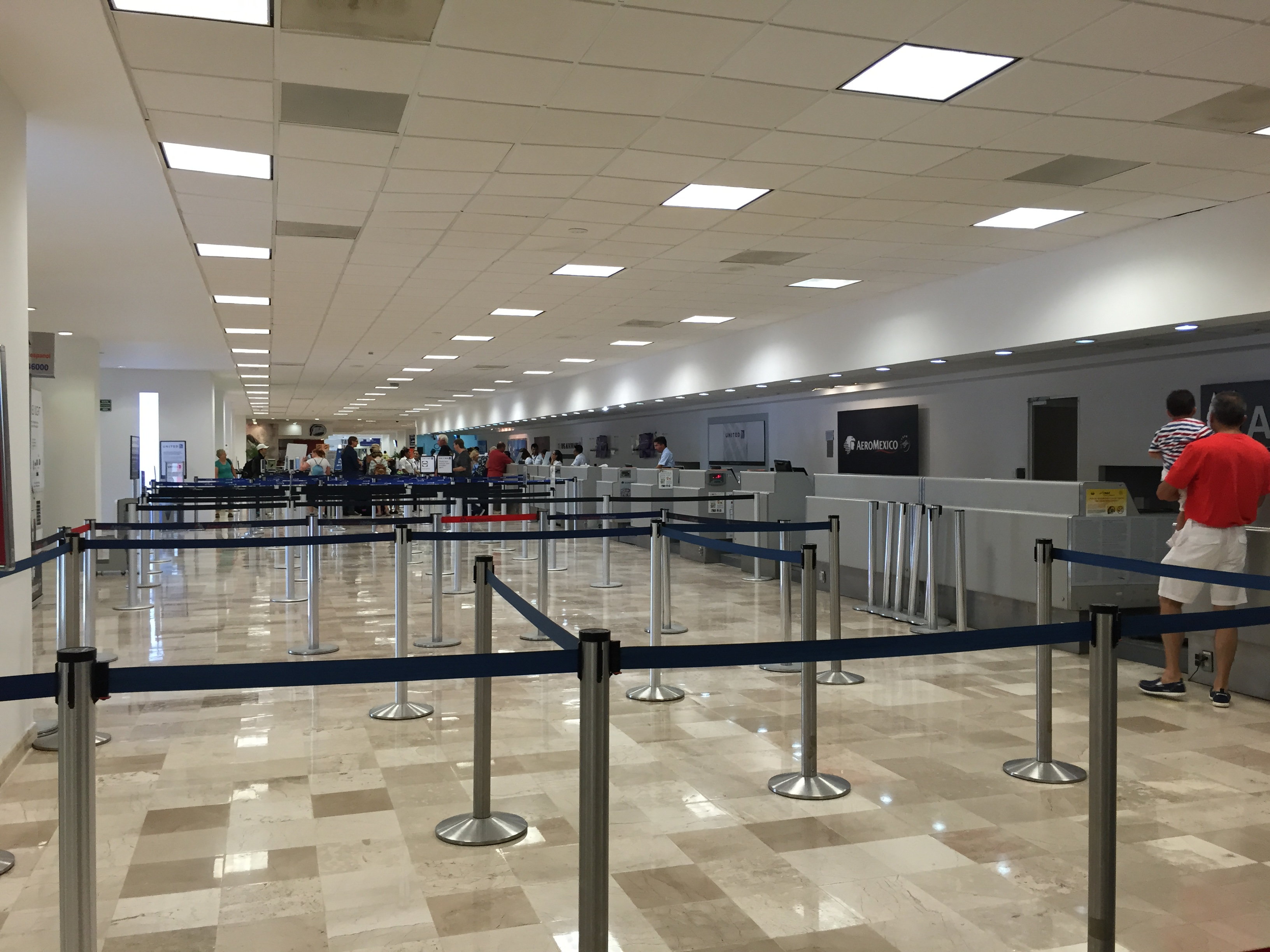
باجه‌های چک‌این.

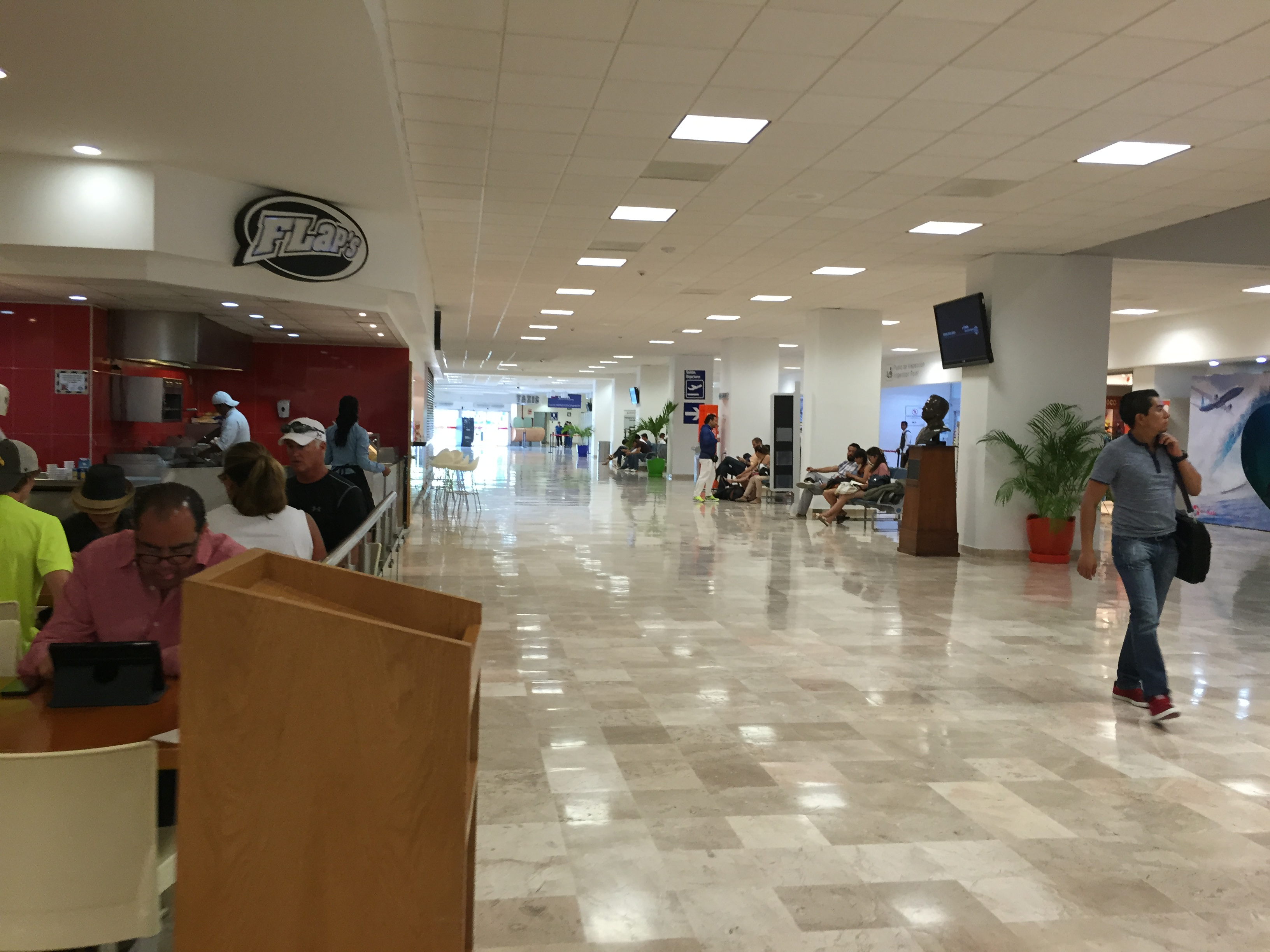
راهروی اصلی فرودگاه.

| شرکت‌های هواپیمایی                         | مقصدهای پروازی |
| ----------------------------------------- | --- |
| Aeromar                                   | فرودگاه بین‌المللی مکزیکو سیتی |
| آئرو مکزیکو                               | فرودگاه بین‌المللی مکزیکو سیتی |
| ایر کانادا                                | فصلی: فرودگاه بین‌المللی کالگری، فرودگاه بین‌المللی مونترآل-پییر الیوت ترودو، فرودگاه بین‌المللی پیرسون تورنتو، فرودگاه بین‌المللی ونکوور |
| Air Transat                               | فصلی: فرودگاه بین‌المللی مونترآل-پییر الیوت ترودو (آغازشده از ۲۵ دسامبر ۲۰۱۵)، فرودگاه بین‌المللی پیرسون تورنتو |
| آلاسکا ایرلاینز                           | فرودگاه بین‌المللی لس‌آنجلس |
| امریکن ایرلاینز                           | فصلی: فرودگاه بین‌المللی دالاس-فورت ورث |
| Apple Vacations اجراشده توسط آئرو مکزیکو  | فصلی: فرودگاه بین‌المللی اوهر شیکاگو |
| دلتا ایرلاینز                             | فرودگاه بین‌المللی لس‌آنجلس فصلی: فرودگاه بین‌المللی مینیاپولیس−سنت پل |
| Interjet                                  | فرودگاه بین‌المللی مکزیکو سیتی، فرودگاه بین‌المللی ال آی سی. آدولفو لوپز ماتئوس |
| Magnicharters                             | فرودگاه بین‌المللی مکزیکو سیتی |
| Sun Country Airlines                      | فصلی: فرودگاه بین‌المللی مینیاپولیس−سنت پل |
| سان‌وینگ ایرلاینز                          | فصلی: فرودگاه بین‌المللی ادمونتون، فرودگاه بین‌المللی کلونا، فرودگاه بین‌المللی مونترآل-پییر الیوت ترودو، فرودگاه بین‌المللی ساسکاتون جان گ. دیفنبکر، فرودگاه بین‌المللی پیرسون تورنتو، فرودگاه بین‌المللی ونکوور، فرودگاه بین‌المللی وینیپگ جیمز آرمسترانگ ریچاردسون |
| TAR Aerolineas                            | فرودگاه بین‌المللی ژنرال خوان آلوارز، فرودگاه بین‌المللی دن میگوئل هیدالگو وای کوستیا، فرودگاه بین‌المللی کوئره‌تارو |
| یونایتد ایرلاینز                          | فصلی: فرودگاه بین‌المللی اوهر شیکاگو، فرودگاه بین‌المللی جرج بوش |
| یونایتد اکسپرس                            | فرودگاه بین‌المللی جرج بوش |
| یو اس ایرویز اجراشده توسط امریکن ایرلاینز | فرودگاه بین‌المللی فینکس اسکای هاربر |
| وست جت                                    | فصلی: فرودگاه بین‌المللی کالگری، فرودگاه بین‌المللی وینیپگ جیمز آرمسترانگ ریچاردسون |

| ردیف | شهر                                                          | مسافران | رتبه    | شرکت هواپیمایی                       |
| ---- | ------------------------------------------------------------ | ------- | ------- | ------------------------------------ |
| ۱    | مکزیکو سیتی, فرودگاه بین‌المللی مکزیکو سیتی                   | ۱۱۵٬۵۱۲ | بی‌تغییر | Aeromar, آئرو مکزیکو، اینترجت، Magni |
| ۲    | ایالت مکزیکو, فرودگاه بین‌المللی ال آی سی. آدولفو لوپز ماتئوس | ۲۷٬۴۴۶  | بی‌تغییر | Interjet                             |
| ۳    | Guerrero, فرودگاه بین‌المللی ژنرال خوان آلوارز                | ۲٬۰۹۶   | ۱       | TAR                                  |
| ۴    | کرتارو, فرودگاه بین‌المللی کوئره‌تارو                          | ۱٬۵۶۱   |         | TAR                                  |
| ۵    | Jalisco, فرودگاه بین‌المللی دن میگوئل هیدالگو وای کوستیا      | ۱٬۴۳۳   | ۱       | TAR                                  |
| ۶    | نوئوو لئون, فرودگاه بین‌المللی ژنرال ماریانو اسکبیدو          | ۷۸۹     | ۳       | Magni                                |
| ۷    | ایالت چیواوا, فرودگاه بین‌المللی آبراهام گونزالس              | ۱۹۸     |         |                                      |
| ۸    | وراکروس, فرودگاه بین‌المللی ژنرال هریبرتو یارا                | ۹۲      |         |                                      |
| ۹    | میچوآکان, فرودگاه بین‌المللی ژنرال فرنسیسکو موییکا            | ۴       |         |                                      |

| ردیف | شهر                                                      | مسافران | رتبه    | شرکت هواپیمایی                            |
| ---- | -------------------------------------------------------- | ------- | ------- | ----------------------------------------- |
| ۱    | ایالات متحده آمریکا, فرودگاه بین‌المللی لس‌آنجلس           | ۲۹٬۹۷۶  | بی‌تغییر | آلاسکا ایرلاینز، دلتا ایرلاینز            |
| ۲    | کانادا, فرودگاه بین‌المللی کالگری                         | ۱۳٬۸۸۷  | ۱       | ایر کانادا، وست جت                        |
| ۳    | ایالات متحده آمریکا, فرودگاه بین‌المللی جرج بوش           | ۱۰٬۷۴۵  | ۱       | یونایتد ایرلاینز، یونایتد اکسپرس          |
| ۴    | ایالات متحده آمریکا, فرودگاه بین‌المللی مینیاپولیس−سنت پل | ۱۰٬۶۲۲  | ۱       | دلتا ایرلاینز، Sun Country Airlines       |
| ۵    | ایالات متحده آمریکا, فرودگاه بین‌المللی فینکس اسکای هاربر | ۷٬۶۶۷   | ۱       | یو اس ایرویز                              |
| ۶    | کانادا, فرودگاه بین‌المللی پیرسون تورنتو                  | ۴٬۸۹۸   | ۳       | ایر کانادا، Air Transat, سان‌وینگ ایرلاینز |
| ۷    | کانادا, فرودگاه بین‌المللی مونترآل-پییر الیوت ترودو       | ۳٬۸۸۳   | ۱       | ایر کانادا، سان‌وینگ ایرلاینز              |
| ۸    | ایالات متحده آمریکا, فرودگاه بین‌المللی دالاس-فورت ورث    | ۲٬۶۷۶   | ۱       | امریکن ایرلاینز                           |
| ۹    | کانادا, فرودگاه بین‌المللی کلونا                          | ۲٬۶۰۱   | ۲       | سان‌وینگ ایرلاینز                          |
| ۱۰   | کانادا, فرودگاه بین‌المللی ونکوور                         | ۱٬۷۲۹   | ۲       | ایر کانادا، سان‌وینگ ایرلاینز              |